# Cybaeus sanctus
Cybaeus sanctus är en spindelart som först beskrevs av Komatsu 1942.  Cybaeus sanctus ingår i släktet Cybaeus och familjen vattenspindlar. Inga underarter finns listade i Catalogue of Life.